# Тейя
Тейя (др.-греч. Θεία «богиня») — в древнегреческой мифологии одна из титанид, старшая дочь Урана и Геи, сестра и жена титана Гипериона, первая лунная богиня, мать Гелиоса (Солнца), Эос (утренней зари) и Селены (луны).

## Варианты написания
Помимо написания Тейя существуют варианты написания:
- Тея;
- Фе́йя[источник не указан 2184 дня].

## Сведения
По Ксенагору, от Океана родила керкопов Кандула и Атланта.
По некоторым данным, титанида Тейя и Тейя, родившая от Океана керкопов, — различны, при этом вторая — дочь Океана.
Её называют также Эврифаессой.
Считается, что она упоминается в критском линейном письме В как Ma-te-re Te-i-ja (Мать Тейя).
В честь Тейи названы открытый в 1895 году астероид (405) Тейя, а также гипотетическая древняя планета Тейя.